# Haloragis trigonocarpa
Haloragis trigonocarpa är en slingeväxtart som beskrevs av F. Müll.. Haloragis trigonocarpa ingår i släktet Haloragis och familjen slingeväxter. Inga underarter finns listade i Catalogue of Life.